# Lodge 49
Lodge 49 – amerykański serial telewizyjny ( komedio-dramat) wyprodukowany przez  Touchy Feely Films, Byrnesy, Ocko & Company oraz AMC Studio, którego twórcą jest Jim Gavin. Serial był emitowany od 6 sierpnia 2018 roku do 14 października 2019 roku przez  AMC.
Pod koniec października 2019 roku stacja AMC ogłosiła zakończenie produkcji serialu po dwóch sezonach.

## Fabuła
Serial skupia się na Seanie, byłym surferze, który nie może się pozbierać po śmierci ojca i utraty rodzinnej firmy. Pewnego dnia spotyka Ernie Fontaine'a, członka grupy Lodge 49, który wciąga go w świat taniego piwa i dobrej rozrywki.

## Obsada
- Wyatt Russell jako Sean "Dud" Dudley[3]
- Brent Jennings jako Ernie Fontaine[4]
- Sonya Cassidy jako Liz Dudley[4]
- Linda Emond jako Connie Clark[4]
- David Pasquesi jako Blaise St. John[4]
- Eric Allan Kramer jako Scott Mills[4]

## Odcinki
| Sezon | Odcinki | Oryginalna emisja w AMC | Oryginalna emisja w AMC |
| Sezon | Odcinki | Premiera sezonu         | Finał sezonu            |
| ----- | ------- | ----------------------- | ----------------------- |
| 1     | 10      | 6 sierpnia 2018         | 8 października 2018     |
| 2     | 10      | 12 sierpnia 2018        | 14 października 2019    |

### Sezon 1 (2018)
| Nr | #  | Tytuł                         | Reżyseria       | Scenariusz      | Premiera w AMC      |
| -- | -- | ----------------------------- | --------------- | --------------- | ------------------- |
| 1  | 1  | As Above, So Below            | Randall Einhorn | Jim Gavin       | 6 sierpnia 2018     |
| 2  | 2  | Moments of Truth in Service   | Randall Einhorn | Jim Gavin       | 13 sierpnia 2018    |
| 3  | 3  | Corpus                        | Jake Schreier   | Jim Gavin       | 20 sierpnia 2018    |
| 4  | 4  | Sunday                        | Jake Schreier   | Bradley Paul    | 27 sierpnia 2018    |
| 5  | 5  | Paradise                      | Tricia Brock    | Alina Mankin    | 3 września 2018     |
| 6  | 6  | The Mysteries                 | Tricia Brock    | Charles Yu      | 10 września 2018    |
| 7  | 7  | The Solemn Duty of the Squire | Minkie Spiro    | Jim Gavin       | 17 września 2018    |
| 8  | 8  | Something From Nothing        | Michael Trim    | Brad Caleb Kane | 24 września 2018    |
| 9  | 9  | Apogee                        | Michael Trim    | Peter Ocko      | 1 października 2018 |
| 10 | 10 | Full Fathom Five              | Randall Einhorn | Jim Gavin       | 8 października 2018 |

### Sezon 2 (2019)
| Nr | #  | Tytuł              | Reżyseria       | Scenariusz         | Premiera w AMC       |
| -- | -- | ------------------ | --------------- | ------------------ | -------------------- |
| 11 | 1  | All Circles Vanish | Jake Schreier   | Jim Gavin          | 12 sierpnia 2019     |
| 12 | 2  | The Slide          | Jake Schreier   | Jim Gavin          | 19 sierpnia 2019     |
| 13 | 3  | DisOrientation     | Michael Trim    | Bradley Paul       | 26 sierpnia 2019     |
| 14 | 4  | Conjunctio         | Michael Trim    | Alina Mankin       | 2 września 2019      |
| 15 | 5  | Estrella y Mar     | Alethea Jones   | Dana Ledoux Miller | 9 września 2019      |
| 16 | 6  | Circles            | Alethea Jones   | Peter Ocko         | 16 września 2019     |
| 17 | 7  | Exile              | Maurice Marable | Valerie Armstrong  | 23 września 2019     |
| 18 | 8  | Zugzwang           | Maurice Marable | Micah Cratty       | 30 września 2019     |
| 19 | 9  | Le Reve Impossible | Jake Schreier   | Andy Siara         | 7 października 2019  |
| 20 | 10 | The Door           | Jake Schreier   | Jim Gavin          | 14 października 2019 |

## Produkcja
Na początku października 2016 roku, stacja  AMC zamówiła pierwszy sezon serialu
.
W kolejnym miesiącu ogłoszono, że Wyatt Russell zagra główną rolę w serialu.
W sierpniu 2017 roku, poinformowano, że Sonya Cassidy, David Pasquesi, Eric Allan Kramer, Brent Jennings oraz Linda Emond dołączyli do obsady dramatu.

6 października 2018 roku, stacja AMC ogłosiła przedłużenie serialu po drugi sezon.